# Амето

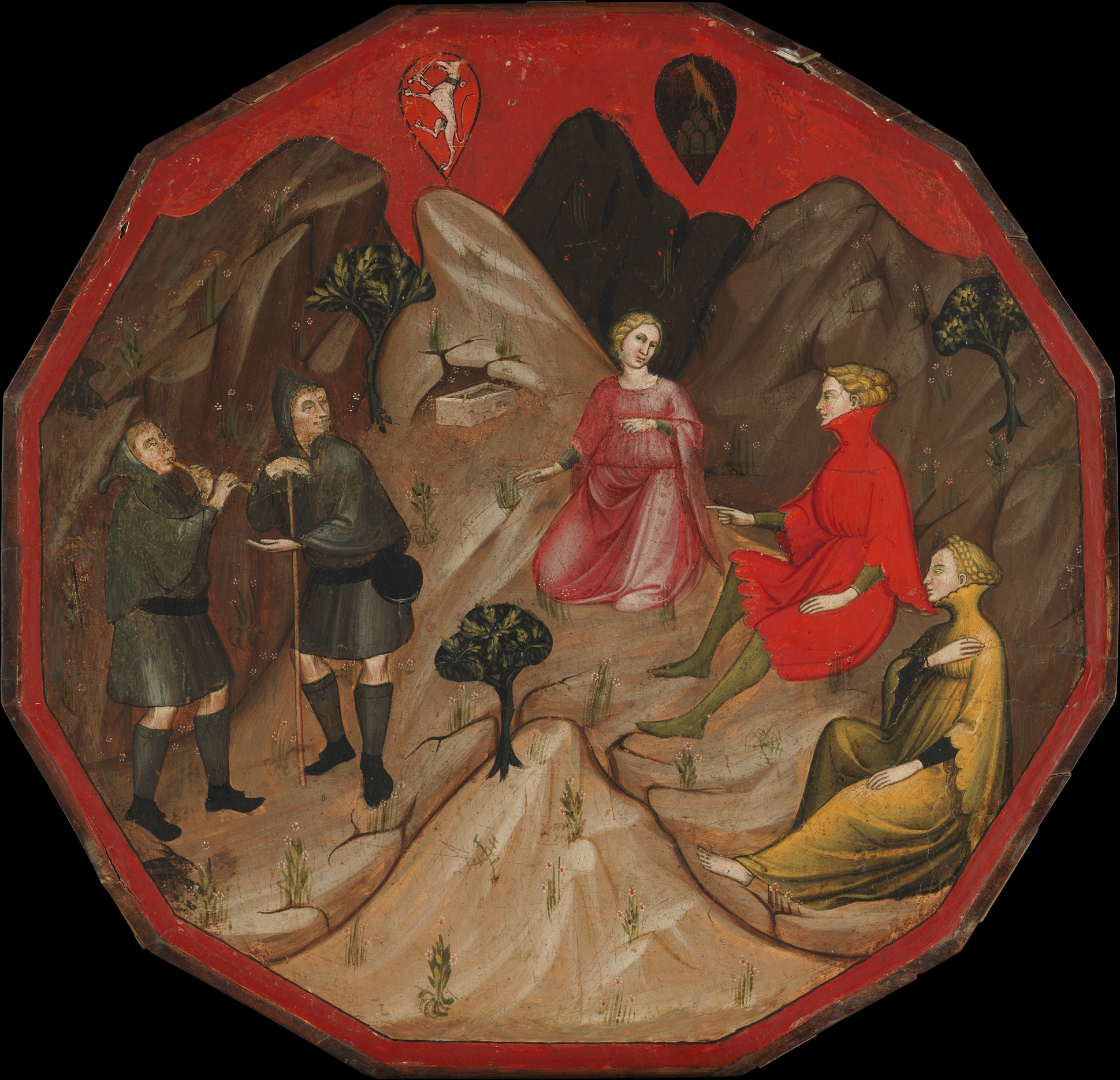

«Аме́то, или Коме́дия флоренти́йских нимф» (итал. Ameto, Comedia delle ninfe fiorentine) — художественное произведение классика итальянской литературы Джованни Боккаччо, написанное на итальянском языке в 1341—1342 годах.

## Сюжет
Амето — итальянский охотник, проводящий свои дни в скитании по лесам в поисках дичи, встречает в лесу группу нимф, в одну из которых, по имени Лия, тут же влюбляется. Начиная с этого дня он примыкает к группе нимф, в которую входит Лия, почти ежедневно сопровождая их в прогулках по лесам и помогая им в охотничьих забавах, в надежде заслужить Лиину любовь.
Когда в день праздника Венеры нимфы решают отправиться к её храму, Амето, естественно, отправляется вместе с ними. По окончании богослужения нимфы решают переждать знойные часы, расположившись в тени вблизи храма. К их компании присоединяются другие нимфы, а затем, рассудив поэтически оформленный спор двух пастухов о способах овцеводства, дамы принимают решение посвятить ближайшие часы досуга рассказам о себе. В шутку назначив Амето главой своего кружка, нимфы договариваются, что каждая, кого о том попросит Амето, расскажет о своей любви, своей ближайшей богине, а также поведает о том, какую роль в её жизни сыграла Венера.
Амето по очереди просит семь наикрасивейших нимф, детально описанных в момент первого появления на страницах романа, рассказать о себе, что они и делают, строго придерживаясь обусловленных «ключевых моментов». Эти семь повествований являются «сердцем» произведения, занимая большую часть его объёма. Каждое повествование завершается песней рассказчицы, а последние сопровождаются авторским отчётом о мыслях Амето, вызванных не столько рассказом, сколько внешним видом прелестных рассказчиц. Последней говорит Лия. В конце своего рассказа она признаётся в любви к Амето, но прежде чем он успевает отреагировать на её признание, появляется Венера и рассказывает незадачливому влюблённому об истинной сущности того, что ему довелось пережить, увидеть и услышать…

## Вопрос жанра
«Амето» — нестандартное произведение, находящееся на стыке многих жанров: прозы и поэзии, рассказа и повести, пасторали и аллегории, психологического романа и апокалипсиса, христианской проповеди и языческой апологетики. Примерно треть его написана стихами, примерно половину его занимают рассказы нимф. Начавшись как пастораль, «Амето» завершается апокалипсисом, а все описанные в нём события оказываются глубоко аллегоричны. Тонкий и ненавязчивый синкретизм античного язычества с христианским богословием не превращают роман в исключительно теологический трактат, будучи сконцентрирован вокруг описания процесса психологического, эмоционального и эстетического развития главного героя, постепенно превращающегося из бессловесного дикаря в поэта эпохи Возрождения. В «Амето» Боккаччо удалось не только выйти за узкие границы жанровых определений, но и органично слить их воедино, взявши от каждого жанра только то, что было нужно для создания сложной структуры «Амето».